# Конференция католических епископов Австралии
Конференция католических епископов Австралии (англ. Australian Catholic Bishops Conference, ACBC) — коллегиальный орган церковно-административного управления Римско-Католической церкви в Австралии. 

## История
Конференция католических епископов Австралии была создана 28 июня 2001 года.
Конференция католических епископов Австралии осуществляет определённые пастырские функции, направленные для решения литургических, дисциплинарных и иных вопросов, возникающих в католической общине Австралии. Решения Конференции католических епископов Австралии утверждаются Римским папой. Конференция католических епископов Австралии объединяет всех епископов и архиепископов латинского обряда, проживающих на территории страны.
Высшим органом Конференции католических епископов Австралии является общее собрание епископов и архиепископов, которое собирается минимум один раз в год. Вне общего собрания в Канберре действует секретариат Конференции под управлением председателя Конференции. 

## Список председателей
- архиепископ Аделаиды Филипп Уилсон[англ.] (до 2006 и с 2008 – 2010);
- архиепископ Мельбурна Денис Харт[англ.].(с мая 2012 по настоящее время).

## Источник
- Annuario Pontificio, Libreria Editrice Vaticana, Città del Vaticano, 2003, стр. 1003, ISBN 88-209-7422-3